# Пори життя жінки
Пори життя жінки— (фр. Les âges de la vie) серія з чотирьох алегоричних картин, котру створив флорентійський художник 16 століття Санті ді Тіто (1536-1603).

## Опис серії
Міфологізація мислення, спроби через певне поняття передати інше були вже в середньовіччі. В добу відродження ця тенденція отримала продовження в створенні алегорій. Весну почали ототожнювати з молодістю, а старість з зимою.
Санті ді Тіто створив серію з чотирьох картин, де через жіночі алегоричні фігури подав уяву про чотири пори людського життя. 
Дитинство він ототожнив з весною, молодість — з літом, зрілість пов'язав із осінню, а старість — з зимою.
Серія починалась з алегорії весни, котру репрезентувала дівчинка-підліток. Вона в червоній сукні із зеленуватим фартушком. В руці вона утримує малу пташку як ще один натяк на малий вік. Біля її ніг дитяча іграшка, а сама дівчинка намагається вловити двох метеликів, натяк на пустунство, несерйозніть і марноту прагнень, притаманних дитинству за уявою дорослих.
Переповненою символів було зображення осені та її ототожнення з людською зрілістю. Тут і лев, символ міці, і книга — символ опанування знань, і палиця в руці жінки в темному одязі. Від картини до картини ясний пейзаж і небо стають все більш похмурими і непривітними.  Небо вкривають бурхливі хмари, котрі обіцяють вже негоду в останній картині серії. Це старість і її уособлює стара в теплому і темному одязі. Вона повільно пересуває ноги в зимовому пейзажі, спираючись на палицю. На гілці дерева праворуч сидить сова як символ досвіду, отриманого впродовж життя і мудрості, що притаманна тим людям похилого віку, що розумно жили і тепер також розумно доживають віку (на відміну від сивих, немічних і нерозумних). У ніг старої жінки митець розмістив черепаху, ще один символ довголіття. Додатково йде ототодження повільності рухів старої жінки з повільністю рухів черепахи.
Серія цікава зростанням світських тенденцій в творах Санті ді Тіто (художника, що багато працював у царині релігійного живопису) і зростанням реалістичних тенденцій, котрі розквітнуть у творчості Караваджо та його численних послідовників у різних країнах Західної Європи.